# Draba davosiana
Draba davosiana là một loài thực vật có hoa trong họ Cải. Loài này được Brügger mô tả khoa học đầu tiên năm 1880.